# Madagaszkári levéljáró
A madagaszkári levéljáró (Actophilornis albinucha) a madarak (Aves) osztályának lilealakúak rendjébe és a levéljárófélék (Jacanidae) családjába tartozó faj.

## Előfordulása
Madagaszkár szigetén honos. Endemikus, csak itt élő madár. A természetes élőhelye édesvízi tavak, folyók, patakok és mocsarak.